# Xenotransplantation

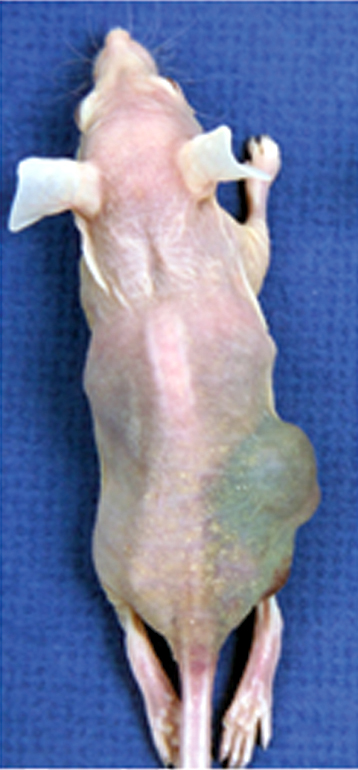
Athymische Maus mit implantierten humanem Prostatakarzinom (LNCaP-Zelllinie).

Bei einer Xenotransplantation (altgriechisch ξένος, xénos: „Fremder, Fremdes, fremd“) handelt es sich um die Übertragung von lebens- und funktionstüchtigen Zellen oder Zellverbänden (einschließlich ganzer Organe oder Körperteile) zwischen verschiedenen Spezies.
Hiervon ist die Allotransplantation abzugrenzen, bei der die Übertragung zwischen genetisch verschiedenen Individuen derselben Spezies durchgeführt wird.
Wegen der nur begrenzten Verfügbarkeit von Spenderorganen für die Allotransplantation verspricht die Xenotransplantation eine mögliche Alternative zu werden. Herzklappen von Schweinen werden schon heute als mögliche Alternative zu Mechanischen verwendet. Dabei werden die Herzklappen jedoch so bearbeitet, dass sie kein Antigen an der Oberfläche tragen, das als fremd erkannt werden könnte. Im Januar 2022 wurde erstmals an einem Menschen die Xenotransplantation eines vollständigen, genetisch modifizierten Schweineherzens durchgeführt.
Obwohl Primaten dem Menschen viel näher verwandt sind, werden heute Schweine als die vielversprechendste Möglichkeit für Organtransplantationen betrachtet. Schweineorgane sind physiologisch besser geeignet, den Anforderungen an den menschlichen Körper zu genügen. Die erste Herz-Xenotransplantation an einem Menschen mit einem Schimpansenherzen zeigte, dass das Herz zu klein war, um die Blutzirkulation aufrechtzuerhalten (Hardy, Mississippi 1964). Schweineherzen dagegen haben eine ausreichende Funktion der linken Herzkammer, um einen Menschen am Leben zu erhalten und sind zudem noch klein genug, um in den Thorax zu passen.

## Mechanismen der Abstoßungsreaktion
Die Abstoßungsreaktion kann grob in vier verschiedene Zeitabschnitte eingeteilt werden:
1. HAR
2. AVR
3. AHXR
4. chronische Abstoßung

### Hyperakute Abstoßung (HAR –hyperacute rejection)
Die erste Stufe der Abstoßungsreaktion erfolgt schon innerhalb der ersten 24 Stunden. Hier richten sich schon gebildete Antikörper gegen die Endothelzellen des Implantats. Durch die Anlagerung von diesen IgG-Antikörpern kommt es zu Komplementaktivierung, Schwellung des Endothels und mikrovaskulärer Thrombose.
Die hier zum Tragen kommenden Antikörper richten sich gegen die Galα1, 3Galβ1, 4GlcNAc (αGal) Kohlenhydratseitenketten der Endothelzellen des Schweines. Diese Seitenketten befinden sich auf den Endothelzellen von nicht-primaten Säugetieren als auch Neuweltaffen und sind nicht vorhanden beim Menschen und Altweltaffen. Durch natürliche Infektionen des Gastrointestinaltraktes mit αGal exprimierenden Mikroorganismen bildet der menschliche Körper schon sehr früh Antikörper gegen diese Kohlenhydrate.
Um diese Art der Abstoßung abzuwenden, gelang es 2002 ein sogenanntes K.-o.-Schwein (αGal -/-) für dieses Kohlenhydrat zu generieren, mit dem die nächsten Phasen der Abstoßung erreicht werden konnten.

### Akute Gefäßabstoßung (AVR –acute vascular rejection)
Dieser Abschnitt der Abstoßung, der innerhalb von ein paar Tagen eintritt, ist ähnlich der HAR, jedoch sind hier noch Zellen des angeborenen Immunsystems involviert, wie NK-Zellen, Makrophagen und Neutrophile Granulozyten.

### Akute humorale Xenotransplantatabstoßung (AHXR –acute humoral xenograft rejection)
In dieser Phase werden neue Antikörper gegen das Xenotransplantat gebildet, die sich nicht gegen αGal richten. Auch hier wird sowohl Komplement aktiviert, als auch das Blutgerinnungssystem.

### Chronische Abstoßung
In der letzten experimentell erreichten Phase der Xenotransplantation kommt es zur Entwicklung einer Thrombotischen Mikroangiopathie.
Beachtliche Fortschritte wurden durch die Entfernung von Antikörpern aus dem Empfängerblut, z. B. durch Immunadsorption durch die Verwendung von transgenen Schweineherzen, die humane Komplement-Inhibitoren wie hDAF (CD55) aber auch CD46 exprimierten und keine Gal-Zucker-Epitope auf den Zelloberflächen besitzen, sog. GalKO-Tiere mit zusätzlicher Verwendung spezieller Immunsuppressiva-Kombinationen erzielt. Diese betrugen die Schweineherztransplantationen sowohl in lebenserhaltenden Modellen nach orthotoper Herztransplantation bis 58 Tage, nach heterotop-thorakaler xenogener Herztransplantation bis zu 50 Tage und im nicht-lebenserhaltenden abdominellen Modell mit Kostimulationsblockade durch CD40-Antikörper bis über zwei Jahre, wodurch sich möglicherweise ein Durchbruch anbahnt. Voraussetzung für einen klinischen Einsatz ist die Durchführung orthotoper oder heterotop-thorakaler xenogener Herztransplantationen im präklinischen Versuch mit dem Ziel eines Langzeitüberlebens von 90 Tagen.

## Gefahren und ethische Bedenken
Die größte Befürchtung bei der Anwendung von Xenotransplantaten ist das Risiko des Übertragens von tierischen Pathogenen auf den Wirt und auf die gesamte Menschheit.
Schweine können beispielsweise mit Hepatitis-E-Viren, Schweine-Cytomegalieviren und Schweine-Circoviren infiziert sein. Daneben tragen sie in ihrem Genom aber auch Schweine-Retroviren (PERV – porcine endogenous retrovirus), zwischen 3 und 140 Sequenzen je nach Rasse, die sich teilweise aktiv replizieren und auch rekombinieren können und übertragen werden können. Von den Typen PERV-A und PERV-B ist bekannt, dass sie im Laborversuch auch menschliche Zelllinien infizieren können. Daher besteht bei Xenotransplantationen von Schweinen ein Sicherheitsrisiko. Jedoch konnten 2017 erstmals Schweine gezüchtet werden, bei denen aus ihrem Genom mittels CRISPR-Cas alle 25 PERV-Sequenzen entfernt wurden.
Es gibt auch ethische Bedenken bei der Xenotransplantation, da hierbei eine Chimäre gebildet wird, die lebende Zellen von zwei verschiedenen Spezies enthält.
Im Judentum wird der Verzehr von Schweinefleisch aufgrund des biblischen Nahrungstabus im 3. Buch Mose abgelehnt 3 Mos 11,3-7 . Auch für Muslime gilt ein solches Verbot, das im Koran festgeschrieben ist. Im Christentum wurde hingegen der Verzicht auf den Genuss von Schweinefleisch schon vom Apostel Paulus als Undankbarkeit gegen die Gaben Gottes angesehen (1 Tim 4,1–5 ). Im Zusammenhang mit den rituellen Speiseverboten wurde auch die Frage der Vertretbarkeit der Transplantation von Schweineorganen in den menschlichen Patienten erörtert.
Das Judentum kennt keine allgemeingültige Auslegung der Halacha. Insbesondere ultraorthodoxe Juden tendieren zu einer sehr strengen Auslegung der jüdischen Speisegesetze und zu ihrer Anwendung auf Xenotransplantationen. Auch die Kilayim, das biblische Verbot der Kreuzung von Tieren und des Zusammenspannens verschiedener Tierarten vor einen Pflug, ist von Bedeutung. Für alle Glaubensrichtungen steht jedoch das Pikuach Nefesch über allen anderen Rechtsvorschriften, die bei der Rettung eines Menschenlebens im gebotenen Umfang missachtet werden dürfen. Das Judentum bejaht also die Zulässigkeit von Xenotransplantationen der Organe von Schweinen, wenn nur dadurch das Leben eines Patienten gerettet oder verlängert werden kann. In vielen islamischen Gesellschaften ist die Verwendung der Organe von Schweinen, beispielsweise Herzklappen, nicht erlaubt. Dem steht die Auffassung mehrerer islamischer Gelehrter entgegen, die die Nutzung der Organe von Schweinen erlauben, weil die Patienten ohne diese Transplantate sterben würden. Auf dem „XVIII International Congress of the Transplantation Society“ in Rom 2000 hat Papst Johannes Paul II., unter Berufung auf eine Rede seines Vorgängers Pius XII. im Mai 1956, dem Gebrauch von Schweinen als Organspender zugestimmt: im Prinzip […] sind Xenotransplantationen zulässig, wenn das verpflanzte Organ die Integrität der psychologischen oder genetischen Identität des Empfängers nicht beeinträchtigt; ferner muss nachweislich die biologische Möglichkeit bestehen, dass die Transplantation erfolgreich verlaufen und der Organempfänger keiner übermäßigen Gefahr ausgesetzt sein wird.
Die Xenotransplantation von menschlichem Gewebe, wie beispielsweise Tumorzellen, auf Versuchstiere – insbesondere Nacktmäuse – (sogenannte Xenografts) ist seit 1972 ein in der präklinischen Forschung etabliertes Verfahren.

## Anwendung beim Menschen
Bereits seit Mitte des 17. Jahrhunderts gibt es die Idee, Tiere als Spender für den Menschen einzusetzen, nämlich als Blutspender. Die erste dokumentierte xenogene Transfusion fand 1667 statt, ein 15 Jahre alter Junge erhielt das Blut eines Lammes, das Blut wurde aus der Arteria carotis entnommen und in den Ellenbogen des Patienten injiziert. Er erholte sich. Jean-Baptiste Denis führte die Transfusion durch. Allerdings wurde die xenogene Transfusion bereits drei Jahre später verboten, nachdem Patienten an der Behandlung starben. Seit Anfang des 20. Jahrhunderts wurden Xenotransplantationen durchgeführt, beispielsweise wurde 1902 durch Emerich Ullman eine porzine Niere in den Arm einer Patientin transplantiert. Als erste dokumentierte xenogene Organtransplantation zählt die im Jahr 1905 in Paris durchgeführte Nierentransplantation. Die an einer Niereninsuffizienz leidende Patientin erhielt durch den Chirurgen Princeteau Teile einer Kaninchenniere. Jedoch verstarb sie nach temporärer Besserung nach 16 Tagen.
1984 wurde der als Baby Fae bekannt gewordenen Stephanie Fae Beauclair das Herz eines Pavians transplantiert. Dies war weder die erste, noch die letzte Xenotransplantation dieser Art, ging aber aufgrund des Vorwurfs eines ethisch fragwürdigen Menschenversuchs in die Medizingeschichte ein.
Am 25. September 2021 wurde am Transplantations-Institut der New York University die Niere eines gentechnisch veränderten Schweins für 54 Stunden an eine hirntote Patientin angeschlossen. Bei der Operation wurde der Thymus des Schweins zuvor mit dessen Niere verbunden, um die Abstoßungsreaktion durch den menschlichen Körper zu reduzieren.
Am 7. Januar 2022 wurde dem US-Amerikaner David Bennett erstmals ein genetisch modifiziertes Schweineherz erfolgreich transplantiert. Er starb zwei Monate später, nachdem sich sein Zustand innerhalb weniger Tage rapide verschlechtert hatte. Es wird vermutet, dass das Herz möglicherweise von einem Virus befallen war. Der porcine Cytomegalievirus (PCMV) ist unter Transplanteuren berüchtigt.
An der New York University wurden zwischen dem 16. Juni und dem 9. Juli 2022 zwei hirntoten Personen Herzen von genetisch angepassten Schweinen eingesetzt. Die Funktion der Herzen wurde daraufhin drei Tage lang überwacht. Das dabei verfolgte Ziel war es, Schweineherzen unter ausschließlich für die Transplantation von Menschenherzen existierenden und etablierten Prozessen und Werkzeugen durchzuführen.
Am 16. März 2024 wurde im Massachusetts General Hospital in Boston erstmalig einem dialysepflichtigen Menschen eine Schweineniere transplantiert. Der 62-jährige afroamerikanische Empfänger Richard Slayman war seit der Transplantation dialysefrei bei guter nicht nachlassender Nierenfunktion. Er starb 52 Tage später an plötzlichem Herzversagen, das nicht in Zusammenhang mit der Transplantation stand. Dabei wurde anfangs eine Immunsuppression mit drei Medikamenten induziert (Antithymozyten-Globulin, Rituximab und anti-C5-Antikörper Ravulizumab) und nach der Transplantation mit vier Medikamenten aufrechterhalten (Cortison, Tacrolimus, Mycophenolsäure und anti-CD154-Antikörper Tegoprubart). Das Yucatan-Minischwein, dessen Niere transplantiert wurde, war mit 69 "genomic edits" umfangreich genetisch verändert worden, mit mehreren Knock-in- und Knock-out-Genen. Es wurden u. a. die Gene dreier Glycan-Xenoantigene ausgeschaltet sowie sieben humane Gene hinzugefügt, um die humanen Gerinnungs-, Komplement- und Entzündungssysteme zu regulieren. Außerdem wurden zahlreiche porcine endogene Retroviren (PERV) inaktiviert.